# Virming
Virming település Franciaországban, Moselle megyében. Lakosainak száma 295 fő (2022. január 1.). Virming Bénestroff, Bermering, Francaltroff, Grostenquin, Neufvillage, Rodalbe és Vahl-lès-Bénestroff községekkel határos.

## Népesség
A település népessége az elmúlt években az alábbi módon változott:
| Lakosok száma | 291  | 296  | 302  | 296  | 296  | 293  | 293  | 292  | 295  |
|               | 2013 | 2015 | 2016 | 2017 | 2018 | 2019 | 2020 | 2021 | 2022 |